# Sykkylven
Sykkylven is een gemeente in de Noorse provincie Møre og Romsdal. De gemeente telde 7695 inwoners in januari 2017. De plaatsen Ikornnes en Straumgjerde maken deel uit van de gemeente.
Ålesund · Aukra · Aure · Averøy ·  Fjord · Giske · Gjemnes · Haram · Hareid · Herøy · Hustadvika · Kristiansund ·  Molde · Ørsta · Rauma · Sande · Smøla · Stranda · Sula · Sunndal · Surnadal · Sykkylven · Tingvoll · Ulstein · Vanylven · Vestnes · Volda

Fylker van Noorwegen